# Agathosma betulina
Bukko brzozowe, gruszlin karbolistny, gruczlin (Agathosma betulina (Berg.) Pillans) – gatunek wiecznie zielonego krzewu dorastającego do 2 m wysokości.
Naturalnie występuje w fynbos (odpowiednik makii) pokrywającym niższe partie gór w zachodniej części RPA. Roślina ceniona ze względu na liście mające właściwości lecznicze, jednak z powodu masowego ich pozyskiwania grozi jej wyginięcie. W ostatnim czasie coraz więcej surowca pochodzi jednak z krzewów uprawnych, co ma chronić okazy dziko rosnące.

## Morfologia
PokrójOgruczolony krzew dorastający do 2 m wysokości.
PędMłode gałązki mają żółtawe zabarwienie, które z czasem zmienia się na czerwono-brązowe.
LiścieUlistnienie równoległe, liście eliptyczne o lekko ząbkowanych brzegach i końcach charakterystycznie wygiętych do tyłu. Osiągają 14-25 mm długości i 6-14 mm szerokości. Wydzielają charakterystyczny aromat.
KwiatyWonne, białe lub jasnopurpurowe. Posiadają po pięć płatków i osiągają ok. 2 cm średnicy. Rozwijają się od czerwca do listopada.
OwocePięcioczęściowe torebki, które po rozdzieleniu uwalniają nasiona.

## Zastosowania

### Roślina lecznicza
- Surowcem zielarskim jest świeży lub wysuszony liść (Folia bucco). Zawiera od 1,5 do 2,5% olejku eterycznego, w którego skład wchodzą m.in. limonen, diosfenol, izo-menton, pulegon, izo-pulegon i terpinen-4-ol[4].
- Działanie: zarówno liść jak i olejek eteryczny działają odkażająco na układ moczowy, moczopędnie i przeciwzapalnie[4]. Działanie na układ moczowy wciąż nie zostało ostatecznie potwierdzone naukowo[4].
- Zastosowanie: liść bukko jest używany wewnętrznie przy schorzeniach nerek i układu moczowego i objawowym leczeniu reumatyzmu, a zewnętrzne stosowany jest na rany i stłuczenia[4].

### Roślina jadalna
Zarówno liście jak i olejek stosowane są jako przyprawa poprawiająca smak produktów spożywczych oraz mieszanek ziołowych.